# Carmen Finestra
Carmen Finestra est un producteur, scénariste et acteur américain né en 1947.

## Filmographie
Comme producteur
- 1980 : Steve Martin: All Commercials (TV)
- 1991 : Papa bricole (Home Improvement) (série TV)
- 1994 : Une rue du tonnerre (en) (Thunder Alley) (série TV)
- 1996 : Buddies (série TV)
- 1997 : Un pasteur d'enfer (Soul Man) (série TV)
- 1998 : Costello (série télévisée)|Costello] (série TV)
- 2000 : Où le cœur nous mène (Where the Heart Is)
- 2000 : Ce que veulent les femmes (What Women Want)

Comme scénariste
- 1980 : Steve Martin: Comedy Is Not Pretty (TV)

Comme actrice